# 马约尔镇 (圣玛丽亚-达费拉)
马约尔镇是葡萄牙阿威罗区的一个堂区。总面积2.71平方公里，总人口1438人，人口密度530.6人/平方公里。